# OGLE-2005-BLG-390L b
OGLE-2005-BLG-390L b è un pianeta extrasolare che orbita attorno alla stella OGLE-2005-BLG-390L, nella costellazione del Sagittario, in direzione del centro della Via Lattea, ad oltre 20.000 anni luce dal sistema solare.

## Scoperta
La scoperta del pianeta è stata annunciata congiuntamente il 25 gennaio 2006 da tre progetti simili ma indipendenti: il Probing Lensing Anomalies Network/Robotic Telescope Network (PLANET/Robonet), l'Optical Gravitational Lensing Experiment (OGLE) e il Microlensing Observations in Astrophysics (MOA).
Tutti e tre utilizzano la tecnica del microlensing gravitazionale per cercare pianeti in orbita ad altre stelle.

## Caratteristiche
OGLE-2005-BLG-390L b orbita la propria stella a una distanza compresa tra le 2 e le 4,1 UA. Questo margine di differenza non rappresenta l'eccentricità (che non è nota) ma dipende da possibili errori di misura. Il pianeta impiega circa 10 anni terrestri per effettuare un'orbita completa attorno alla propria stella, una fredda nana rossa.
Al tempo della scoperta di OGLE-2005-BLG-390L b non si conoscevano altri pianeti extrasolari di piccole dimensioni con orbita più lontana dalla propria stella di 0,15 UA.
La massa del pianeta è stimata in 5,5 volte quella della Terra. Alcuni astronomi ipotizzano possa avere un nucleo roccioso come la Terra e una sottile atmosfera.
Data la distanza dalla stella e il fatto che esso orbiti intorno ad una fredda nana rossa, la temperatura superficiale potrebbe essere circa 50° K (-220° C). Quindi il pianeta è di tipo roccioso, ciò significa che la superficie è coperta da materiali volatili ghiacciati che sulla Terra sono normalmente allo stato gassoso o liquido: acqua, ammoniaca, metano e azoto sarebbero tutti allo stato solido. Se invece non fosse un pianeta roccioso assomiglierebbe molto a un pianeta gassoso ghiacciato come Urano, sebbene molto più piccolo.
Sebbene la dimensione e la possibile composizione chimica siano elementi inusuali negli esopianeti, il fatto maggiormente degno di nota nella scoperta di OGLE-2005-BLG-390L b è che orbita ad una distanza relativamente lontana dalla propria stella. Prima di questo pianeta, gli altri "piccoli" pianeti scoperti, come ad esempio Gliese 876 d, si trovavano tutti in orbite estremamente vicine alle loro stelle. OGLE-2005-BLG-390L b mostra una combinazione di dimensione e orbita tali da non essere fuori posto nel nostro sistema solare.
Michael Turner, vice direttore al dipartimento di matematica e fisica della National Science Foundation, ha dichiarato che "Il team ha scoperto il pianeta più simile alla Terra finora conosciuto".
Al momento della scoperta, gli unici pianeti più piccoli di OGLE-2005-BLG-390L b erano stati individuati attorno alla pulsar PSR B1257+12.

## Nella cultura di massa
Al pianeta è stato dato il nome non ufficiale di Hoth dalla NASA a causa della sua somiglianza con il pianeta con lo stesso nome del franchise di Star Wars. Anche un esopianeta simile, OGLE-2016-BLG-1195L b, è stato paragonato a Hoth.